# Противостояние (Родина)
«Противостояние» (англ. «Standoff») — третий эпизод седьмого сезона американского драматического телесериала «Родина», и 75-й во всём сериале. Премьера состоялась на канале Showtime 25 февраля 2018 года.

## Сюжет
Кэрри (Клэр Дэйнс), теперь убеждённая в том, что литий больше не эффективен для её биполярного расстройства, идёт к своему психиатру (Сакина Джаффри) и получает рецепт на Сероквель. Пока она спит после эффекта её первой дозы, её будит Данте (Морган Спектор), у которого есть информация о женщине в доме Уэллингтона, о которой спрашивала Кэрри. Данте идентифицирует её как Симон Мартин (Сандрин Холт), которая, среди прочего, имеет романтические связи с Уэллингтоном, и которая получила парковочный талон недалеко от тюрьмы, где находился Макклендон, в тот же день, когда он умер. Кэрри, всё ещё шаткая, принимает Аддералл и идёт с Данте на расследование.
Сол (Мэнди Патинкин), в сопровождении сотрудников ФБР, прибывает в район Элкинсов. Стремясь мирно взять О'Кифа (Джейк Уэбер) под стражу, Сол начинает переговоры. О'Киф, видимо, смирился с арестом, пока Бо (Дэвид Мальдонадо) не предлагает возможность подкрепления. Позже несколько автомобилей, полных вооружёнными людьми, приезжают на место, укрепляя зону и прекращая любые предлоги переговоров. Прибывает бронетехника, в то время как ФБР оборудует себя для затяжного противостояния.
В то время как ситуация с О'Кифом ухудшается, Уэллингтон (Лайнус Роуч) вновь открывает вопрос, который ранее отвергла президент Кин (Элизабет Марвел): авиаудар по конвою с оружием, идущему из Ирана в Сирию. Кин оскорблена идеей нарушения своей позиции лишь для того, чтобы манипулировать новым циклом, и снова отвергает план. В эту же ночь, когда Кин спит, Уэллингтон звонит генералу Россену (Фредрик Лене) и обманывает его, сказав, что Кин санкционировала авиаудар и дала разрешение осуществить его.
Кэрри и Данте следят за домом Симон Мартин. Когда Симон уходит, Данте следует за ней, в то время как Кэрри врывается в её дом. Кэрри фотографирует различные предметы и копирует файлы с компьютера Симон. Однако Кэрри берут с собой полицейские, так как кто-то видел, как она врывалась в дом. В полицейском участке, Кэрри отказывается сотрудничать каким-либо образом, опасаясь, что заметка об уголовном преступлении поставит под угрозу её опеку над Фрэнни. В конечном счёте появляется Данте и использует свои связи, чтобы освободить Кэрри.

## Производство
Режиссёром эпизода стал исполнительный продюсер Майкл Клик, а сценарий написали Аня Лета исполнительный продюсер Рон Нисуонер.

## Реакция

### Реакция критиков
Эпизод получил рейтинг 57% на сайте Rotten Tomatoes на основе семи отзывов.
Итан Реннер из «The Baltimore Sun» дал эпизоду положительный отзыв, подытожив: «Этот час сделал хорошую работу, твёрдо установив, что это шоу о Кэрри, её жизни и о том, как ей удаётся совмещать свою карьеру с своей дочерью и своей болезнью». Ширли Ли из «Entertainment Weekly» была более критичной, оценив эпизод на «C-». Она похвалила сцены с Солом и О'Кифом, но заявила, что «нисходящая спираль Кэрри похожа на сюжетный заговор, чтобы держать её в сторону».

### Рейтинги
Во время оригинального показа, эпизод посмотрели 1.26 миллиона зрителей.